# George Wendt
George Robert Wendt Jr. (Chicago, 17 d'octubre de 1948 - Los Angeles, 20 de maig de 2025) va ser un actor estatunidenc. Wendt va ser conegut sobretot per interpretar Norm Peterson a la comèdia de situació de la NBC Cheers del 1982 al 1993, que li va valer sis nominacions consecutives al Premi Primetime Emmy al millor actor secundari en una sèrie de comèdia. Després del final de Cheers, va protagonitzar la seva pròpia sitcom de curta durada per a la CBS, The George Wendt Show (1995).
Wendt també va aparèixer en pel·lícules de comèdia com ara Airplane II: The Sequel (1982), Una gran aventura (1984), Fletch (1985), The Little Rascals (1994), Man of the House (1995), Spiceworld: La pel·lícula (1997), Outside Providence (1999) i Sandy Wexler (2017), així com drames com ara Somewhere in Time (1980), Dreamscape (1984), Acorralat per la justícia (1991), Eternament jove (1992), Lakeboat (2000) i The Climb (2019).
A la televisió, va tenir papers secundaris i recurrents a la comèdia de situació de la CBS Making the Grade, la comèdia de situació de fantasia Sabrina, the Teenage Witch i la sèrie animada de Disney Fancy Nancy. Va tenir papers com a convidat a Saturday Night Live, Columbo, La Dimensió Desconeguda, Frasier, Els Simpsons, Family Guy i Portlandia. Al teatre, va aparèixer a Broadway interpretant Edna Turnblad a la comèdia musical Hairspray el 2008.

## Primers anys i educació
George Robert Wendt Jr. va néixer al barri de Beverly, al South Side de Chicago, Illinois. Els seus pares eren Loretta Mary (de soltera Howard) i George Robert Wendt Sr., un oficial de la Marina dels Estats Units i agent immobiliari. Era un de nou fills, amb sis germanes i dos germans. El seu avi matern era el fotògraf Tom Howard. Wendt era d'ascendència irlandesa i una quarta part alemanya. La família del seu pare era de Gdańsk mentre que la de la seva mare era del comtat de Mayo, però els quatre avis van néixer al comtat de Cook, Illinois. Wendt era oncle de l'actor i exguionista i membre del repartiment de Saturday Night Live Jason Sudeikis, fill de la seva germana Kathryn.
Es va graduar a l'institut Campion, un internat jesuïta a Prairie du Chien, Wisconsin. Va estudiar a la Universitat de Notre Dame fins que va ser expulsat després de rebre una mitjana de 0,00 durant el primer semestre del seu tercer any, suposadament a causa dels reptes associats a viure en un apartament fora del campus sense transport durant l'hivern. Més tard va assistir al Jesuit Rockhurst College de Kansas City, Missouri, i s'hi va graduar amb una llicenciatura en economia el 1971.

## Carrera professional

### 1975–1981:Second Cityi primers papers
Wendt era un exalumne de The Second City des del 1975, que va descobrir poc després de la universitat. Una visita l'havia inspirat a unir-s'hi i el seu primer dia de feina, es va presentar puntualment a les 11:30 tal com l'havien instruït. La dona que hi treballava li va donar una escombra i li va dir "Benvingut al teatre, noi"; així, la seva primera feina al món de l'espectacle va ser escombrar els pisos. Second City, situada a Chicago, també va ser on va conèixer la seva futura esposa, Bernadette Birkett, que va interpretar la cita de Halloween de Cliff a la tercera temporada de Cheers i més tard a la sèrie va interpretar la veu de la dona mai vista de Norm, Vera.
Wendt va aparèixer a la pel·lícula My Bodyguard de 1980 i va tenir petits papers a les sèries de televisió Taxi, Soap i M*A*S*H. El 1982, Wendt va aconseguir el seu primer paper com a actor regular a la comèdia de situació de la CBS "Making the Grade", creada per Gary David Goldberg. La sèrie va ser cancel·lada després de sis episodis a la primavera d'aquell any.

### 1982–1993: èxit ambCheers
De 1982 a 1993, Wendt va aparèixer com a Norm Peterson en els 275 episodis de Cheers. Pel seu treball a Cheers, Wendt va obtenir sis nominacions als Premis Primetime Emmy al millor actor secundari en una sèrie de comèdia. També va interpretar el mateix paper a la sèrie derivada de curta durada The Tortellis, en un episodi de Wings i en un episodi d'una altra sèrie derivada de Cheers, Frasier. Wendt, interpretant el personatge de Norm, feia una entrada destacada al bar Cheers a cada episodi. El rebrien amb un aplaudiment de "Norm!" i feia una broma mentre caminava cap al seu tamboret de bar. Les referències despectives a la dona del personatge, Vera, i al seu estat de vida lamentable eren bromes recurrents. Host International va llicenciar els personatges de Norm i Cliff per crear semblances de robots animatrònics als bars dels seus aeroports. Els actors van presentar una demanda per infracció dels seus drets de publicitat en el cas Wendt contra Host International. Inicialment, el cas va ser desestimat perquè la semblança amb els actors no era forta, però això es va revocar en apel·lació.
La primera aparició de Wendt al Saturday Night Live va ser en un episodi de la temporada 11 (1985–1986) on va compartir tasques de presentador amb el director Francis Ford Coppola. El 1988, va interpretar el paper de "Witten" a la pel·lícula neozelandesa Never Say Die. A principis dels anys noranta, Wendt va fer cameos en diversos episodis de la SNL com a Bob Swerski, un dels Chicago Superfans (juntament amb els membres del repartiment Chris Farley, Mike Myers, Robert Smigel i l'antic presentador, Joe Mantegna). El 1989, Wendt va aparèixer com a protagonista epònim en una dramatització televisiva de la novel·la Oblomov d'Ivan Goncharov per a la BBC. També va aparèixer dues vegades a l'edició britànica original de Whose Line Is It Anyway? El 1991, Wendt va interpretar el pare al videoclip de Michael Jackson "Black or White". Va tenir papers al costat de Robert De Niro a Acorralat per la justícia de 1991 i amb Mel Gibson a Eternament jove de 1992.

### 1994–1999: després deCheers

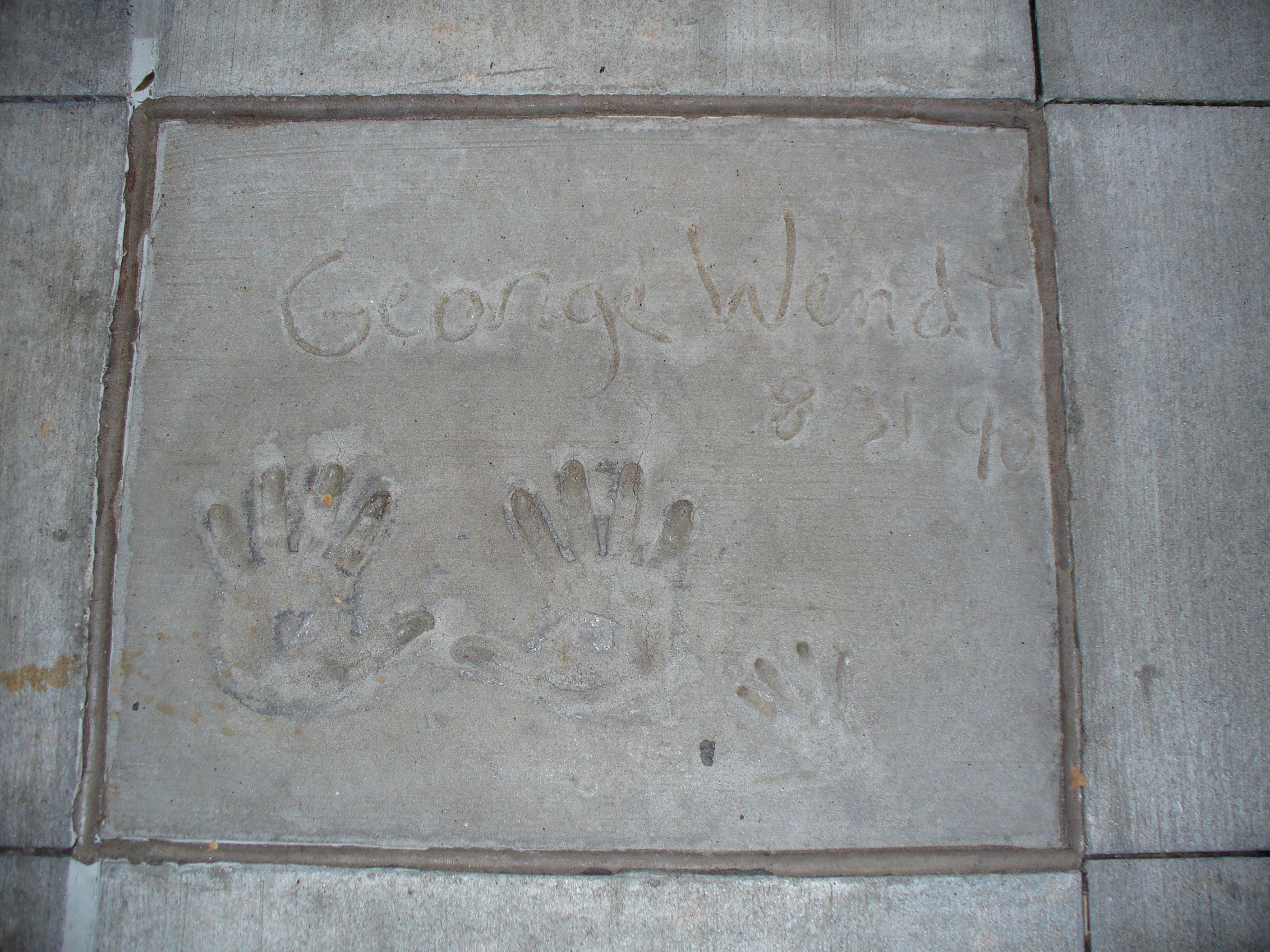
Empremtes de mans de Wendt al formigó, davant de l'amfiteatre Hollywood Hills al parc temàtic Disney's Hollywood Studios de Walt Disney World

Després del seu èxit a Cheers, Wendt va protagonitzar el programa de curta durada The George Wendt Show, que el presentava com a mecànic de garatge en un programa de ràdio, basat en el programa de ràdio de la NPR Car Talk. The George Wendt Show es va emetre de març a abril de 1995. Wendt va protagonitzar l'assassí en un dels últims episodis de la sèrie de televisió Columbo, interpretant un propietari de cavall de pura sang a l'episodi de 1995 Strange Bedfellows. Wendt va aparèixer com ell mateix a Seinfeld i va repetir el personatge de Norm Peterson a l'episodi "Fear of Flying" d'Els Simpsons, dos episodis de Family Guy, "Road to Rupert" i "Three Kings", i a l'episodi "Cheerful Goodbyes" de Frasier. El mateix any de la seva aparició com a convidat a Frasier, Wendt va interpretar el cambrer del personatge interpretat per Ted Danson a Becker (la relació inversa a la seva relació a Cheers). El 1994, va aparèixer a la pel·lícula Man of the House com a Chet Bronski, el padrastre de Norman (Zachary Browne), i va protagonitzar-la amb Chevy Chase, Jonathan Taylor Thomas i Farrah Fawcett. També va interpretar el paper de Joey, l'amic homosexual amagat de Old Man Dunphy, a la pel·lícula de 1999 Outside Providence.
A principis de 1997, Wendt es va unir al repartiment de la comèdia de situació de la NBC The Naked Truth com a Les Polonsky, el nou propietari del tabloide de famosos on treballaven els personatges principals de la sèrie. El paper de Wendt només va durar 13 episodis, ja que The Naked Truth va patir més canvis creatius per a la seva següent temporada. El 1998, Wendt va ser un dels tres personatges d'una producció d'"Art" al West End londinenc amb David Dukes i Stacy Keach. Més tard es va unir a la producció de Broadway de l'obra, protagonitzant-la al costat de Judd Hirsch i Joe Morton.
El 2003, Wendt va aparèixer com un pescador famós al videoclip de "Riot Industry" de Cobra Verde juntament amb Rudy Ray Moore (famós per "Dolemite") i Mike Watt de The Minutemen. Va aparèixer en diversos episodis de la sèrie Sabrina, The Teenage Witch de l'ABC el 2001 com a cap del personatge principal. També va ser el presentador del reality show d'A&amp;E House of Dreams el 2004. El gener de 2006, Wendt va tornar a aparèixer a la televisió com a part del repartiment de Modern Men.
Wendt també va aparèixer al programa The Larry Sanders Show com a convidat. El 2006, Wendt va fer diverses aparicions a Late Night with Conan O'Brien, on va interpretar esquetxos curts. Les seves aparicions a Late Night van ser amb tota probabilitat perquè el programa tenia un esdeveniment d'una setmana a la seva ciutat natal de Chicago. Va protagonitzar un episodi de Masters of Horror del 2006 titulat "Family", dirigit per John Landis, i va interpretar el Pare Noel a la pel·lícula original d'ABC Family, Santa Baby. Wendt va actuar al costat de Richard Thomas a Twelve Angry Men l'octubre de 2006 al Teatre Eisenhower de Washington, DC. Després de l'estrena del programa, Wendt va ser entrevistada pel crític de cinema local Arch Campbell per a un article a la cadena WRC, filial de la NBC a Washington. Li van preguntar a Wendt: "Què hauria de fer la gent quan et veuen per la ciutat?" Després de dubtar un moment, Wendt va aixecar els polzes i va respondre: "Si el seu impuls és convidar-me a una cervesa, doncs, per descomptat, segueix aquest impuls". A la primavera del 2007, Wendt va actuar a 12 Angry Men a Los Angeles. Wendt va aparèixer com un soldat americà a l'episodi especial de Nadal del 2007 de la comèdia britànica The Green Green Grass.
El 2008 va protagonitzar el musical de Broadway Hairspray com el personatge d' Edna Turnblad. Va aparèixer amb el seu antic company de repartiment de Cheers, John Ratzenberger, com a caçatalents a Last Comic Standing durant la sisena temporada. Va aparèixer breument com a Pare Noel a A Colbert Christmas: The Greatest Gift of All!. També va aparèixer a la pel·lícula de terror Bryan Loves You del 2008, dirigida per Seth Landau.
Wendt va aparèixer en una producció de Hairspray, repetint el seu paper d'Edna Turnblad, del 8 de setembre al 9 d'octubre de 2010, al Festival de Charlottetown a l'Illa del Príncep Eduard, Canadà. Wendt va interpretar el Pare Noel a Elf the Musical a Broadway. La mostra es va estrenar el 14 de novembre de 2010 i va durar fins al 2 de gener de 2011. Wendt va protagonitzar una producció de Hairspray com a Edna Turnblad al Rainbow Stage de Winnipeg, Manitoba, Canadà, del 2 al 21 d'agost de 2011. Wendt també va aparèixer com a estrella convidada a la sèrie de televisió Hot In Cleveland com a Yoder, basada en el seu personatge Norm a Cheers. La primera de les dues escenes va tenir lloc en un bar Amish, on tothom al bar va cridar "Yoder!", fent referència al fet que tothom cridava el seu nom a Cheers cada vegada que ell entrava al bar.
Wendt és un dels actors que van participar en una campanya de cartells que promocionava el teatre en directe a Chicago. Altres celebritats que hi van participar van ser John Mahoney, John Malkovich, Terry Kinney i Martha Plimpton. Wendt va aparèixer en un cameo com a reporter de diari a Portlandia el 25 de gener de 2013. Wendt va interpretar el paper de Pap al musical biogràfic de Hank Williams del 2013 , Lost Highway, al Merry-Go-Round Playhouse d'Auburn, Nova York.
A partir de la tardor del 2013, Wendt va aparèixer en un anunci de televisió per a State Farm Insurance. Wendt i Robert Smigel van repetir els seus papers de la SNL com els Chicago Superfans, que s'enfronten al quarterback Aaron Rodgers. L'anunci va continuar el tema dels anuncis de State Farm amb Rodgers, utilitzant l'eslògan de "doble descompte".
Del 6 de novembre de 2013 al 19 de gener de 2014, Wendt va protagonitzar Never Too Late, una comèdia amb la seva dona, l'actriu Bernadette Birkett, al New Theatre Restaurant d'Overland Park, Kansas. En aquesta obra, Wendt interpretava un reeixit propietari d'una serradora que és el rei del seu castell i la vida del qual va exactament com ell vol fins que la seva dona torna d'una cita mèdica amb una gran notícia. El 2015, Wendt va protagonitzar al costat del seu antic company de repartiment a Second City, Tim Kazurinsky, la nova comèdia de Bruce Graham, Funnyman, al Northlight Theatre. El mateix any, Wendt va aparèixer a la comèdia de situació <i id="mwAcM">Clipped</i> de la TBS, que es va emetre durant una temporada. Wendt va aparèixer com la mare de Tracy Turnblad en una producció de Hairspray amb John Waters i l'Orquestra Simfònica de Baltimore a Baltimore, Maryland, el juny de 2016.
Wendt va protagonitzar The Fabulous Lipitones al New Theatre Restaurant d'Overland Park, Kansas, del 30 de novembre de 2016 al 12 de febrer de 2017. Wendt va interpretar Willy Loman a La mort d'un viatjans al St. Jacob's Country Playhouse de Waterloo, Ontario, Canadà, del 18 d'octubre al 4 de novembre de 2017. El 2023, Wendt va competir a la novena temporada de The Masked Singer com a "Moose", on va estar assegut durant la major part de l'actuació. Va ser eliminat a " 80s Night" juntament amb Christine Quinn, de Selling Sunset, com a "Scorpio". El gener de 2024, Wendt es va reunir amb la majoria del repartiment de Cheers a la 75a edició dels Premis Emmy, lliurant els premis a la millor direcció i al millor guió d'una sèrie de comèdia.

## Vida personal i mort
El 1974, Wendt va conèixer l'actriu Bernadette Birkett al teatre Second City de Chicago. Es van casar el 1978 i Birkett posaria veu a la seva dona Vera a la sèrie Cheers. La parella va tenir tres fills.
Wendt va morir mentre dormia a casa seva a Los Angeles el 20 de maig de 2025, a l'edat de 76 anys. Diversos dels seus companys de repartiment a Cheers van oferir records d'ell, com ara Ted Danson, Rhea Perlman, John Ratzenberger i Kelsey Grammer. Altres que li van retre homenatge van ser Melissa Joan Hart, Eric Allan Kramer i Joe Mantegna. El bar real Cheers Beacon Hill, on es filmaven les escenes exteriors de Cheers, va homenatjar Wendt instal·lant un monument commemoratiu a la zona del bar on s'asseia el seu personatge.

## Filmografia

### Cinema
| Any  | Títol                             | Paper                              | Notes                  |
| ---- | --------------------------------- | ---------------------------------- | ---------------------- |
| 1978 | Un dia de boda                    | Càtering                           | Sense acreditar        |
| 1980 | Bronco Billy                      | Bàrman                             | Sense acreditar        |
| 1980 | My Bodyguard                      | Enginyer                           |                        |
| 1980 | Somewhere In Time                 | Estudiant núm. 2                   |                        |
| 1980 | The Gift of the Magi              | Botiguer                           | Curtmetratge           |
| 1982 | Jekyll and Hyde... Together Again | Home ferit                         |                        |
| 1982 | Airplane II: The Sequel           | Encarregat d'equipatge de mà       | Sense acreditar        |
| 1984 | Young Lust                        | Avery Lumpig                       |                        |
| 1984 | Dreamscape                        | Charlie Prince                     |                        |
| 1984 | Thief of Hearts                   | Marty Morrison                     |                        |
| 1984 | Una gran aventura                 | Jake                               |                        |
| 1985 | Fletch                            | Fat Sam                            |                        |
| 1985 | Una casa al·lucinant              | Harold Gorton                      |                        |
| 1986 | Gung Ho                           | Buster                             |                        |
| 1988 | Plain Clothes                     | Chet Butler                        |                        |
| 1988 | Never Say Die                     | Mr. Witten                         |                        |
| 1989 | Cranium Command                   | Stomach                            | Curtmetratge           |
| 1990 | Masters of Menace                 | Dr. Jack Erheart                   |                        |
| 1991 | Acorralat per la justícia         | Bunny Baxter                       |                        |
| 1992 | Eternament jove                   | Harry Finley                       |                        |
| 1994 | Hostage for a Day                 | Warren Kooey                       |                        |
| 1994 | The Little Rascals                | Lumberyard Clerk                   |                        |
| 1995 | Man of the House                  | Chet Bronski (Chief Running Horse) |                        |
| 1996 | Transportament espacial           | Keller                             |                        |
| 1997 | The Lovemaster                    | Terapeuta                          |                        |
| 1997 | Spiceworld: La pel·lícula         | Productor de cinema                |                        |
| 1998 | Anarchy TV                        | Abbey Archer                       |                        |
| 1998 | Dennis the Menace Strikes Again   | Policia                            | Vídeo; sense acreditar |
| 1998 | Rupert's Land                     | Ivan Bloat                         |                        |
| 1999 | Outside Providence                | Joey                               |                        |
| 2000 | Garage: A Rock Saga               | Pitching Coach                     |                        |
| 2000 | Lakeboat                          | First Mate Collins                 |                        |
| 2000 | Estafadors                        | Archie                             |                        |
| 2000 | Wild About Harry                  | Frankie                            |                        |
| 2001 | Prairie Dogs                      | Actor                              | Curtmetratge           |
| 2001 | Odessa or Bust                    | The Chef                           | Curtmetratge           |
| 2002 | Teddy Bears' Picnic               | General Edison "Pete" Gerberding   |                        |
| 2003 | My Dinner with Jimi               | Bill Uttley                        |                        |
| 2003 | King of the Ants                  | Duke Wayne                         |                        |
| 2005 | As Seen On TV                     | Donald                             | Curtmetratge           |
| 2005 | Edmond                            | Pawn Shop Owner                    |                        |
| 2005 | Kids in America                   | Coach Thompson                     |                        |
| 2005 | The Life Coach                    | George                             |                        |
| 2007 | LA Blues                          | Mickey                             |                        |
| 2007 | Saturday Morning                  | Harold                             |                        |
| 2008 | Clean Break                       | Chuck                              |                        |
| 2008 | Bryan Loves You                   | Mr. Flynn                          |                        |
| 2008 | Unnatural Causes                  | Chuck                              |                        |
| 2009 | Opposite Day                      | Corporate Exec #1                  |                        |
| 2009 | Santa Buddies                     | Santa Claus                        | Directe a DVD          |
| 2016 | Wake Up America!                  | Richard                            |                        |
| 2017 | Sandy Wexler                      | Testimonial                        |                        |
| 2018 | The Independents                  | Eduardo                            |                        |
| 2018 | Dream Flight                      | Randall                            | Curtmetratge           |
| 2018 | Dr. Sugar                         | Marvin Saccharine                  | Curtmetratge           |
| 2018 | The Deadbeat                      | The Great Kazoo                    | Curtmetratge           |
| 2019 | Grand-Daddy Day Care              | Big Lou                            | Directe a vídeo        |
| 2019 | The Climb                         | Jim                                |                        |
| 2019 | J'ai perdu mon corps              | Georges (veu)                      | Doblatge a l'anglès    |
| 2019 | Bliss                             | Pops                               |                        |
| 2019 | VFW                               | Thomas Zabriski                    |                        |
| 2019 | Thank You Kindly                  | Neighbor Bradley Walden            | Curtmetratge           |
| 2020 | Stealing a Survivor               | Mister Martin                      |                        |
| 2021 | Americanish                       | Douglas Smarts                     |                        |
| 2022 | Christmas with the Campbells      | Robert Campbell                    | Darrer paper en cinema |

### Televisió
| Any       | Títol                                          | Role                                | Notes                                                                         |
| --------- | ---------------------------------------------- | ----------------------------------- | ----------------------------------------------------------------------------- |
| 1981      | Hart to Hart                                   | Sgt. Tate                           | Episodi: "Murder Is a Drag"                                                   |
| 1981      | Soap                                           | Counterman                          | Episodi 4.15                                                                  |
| 1981      | Taxi                                           | The Exterminator                    | Episodi: "Latka the Playboy"                                                  |
| 1982      | Alice                                          | Monty                               | Episodi: "Monty Falls for Alice"                                              |
| 1982      | Making the Grade                               | Gus Bertoia                         | Paper principal                                                               |
| 1982      | Knight Power                                   | Pom Pom (voice)                     | Episode: "Attack of The Clowns"                                               |
| 1982      | M*A*S*H                                        | Pvt. La Roche                       | Episodi: "Trick or Treatment"                                                 |
| 1982–1993 | Cheers                                         | Norm Peterson                       | Repartiment principal, 275 episodis, també director d'1 episodi               |
| 1983      | Garfield on the Town                           | Ràoul (veu)                         | Curt de TV                                                                    |
| 1983      | Likely Stories, Vol. 4                         | Wary Witness                        | Television film                                                               |
| 1984      | Garfield in the Rough                          | Guardaboscos núm. 2 (veu)           | TV short                                                                      |
| 1984      | The Ratings Game                               | Mr. Sweeney                         | Television film                                                               |
| 1985      | The Romance of Betty Boop                      | Johnny Throat / Punchie (veu)       | TV short                                                                      |
| 1985      | A cor obert                                    | Norm Peterson                       | Episodi: "Cheers"                                                             |
| 1986      | La Dimensió Desconeguda                        | Barney Schlessinger                 | Episodi: "The World Next Door"                                                |
| 1986–2003 | Saturday Night Live                            | Himself / various                   | 2 episodis com a presentador, 9 episodis com a convidat                       |
| 1987      | The Tortellis                                  | Norm Peterson                       | Episodi: "Frankie Comes to Dinner"                                            |
| 1988      | Mickey's 60th Birthday                         | Norm Peterson                       | Especial de TV                                                                |
| 1989      | Day by Day                                     | Stan                                | Episodi: "Fraternity"                                                         |
| 1989      | The Magical World of Disney                    | Norm Peterson                       | Episodi: "Disneyland's 35th Anniversary Celebration"                          |
| 1990      | The Earth Day Special                          | Norm Peterson                       | Especial de TV                                                                |
| 1990      | Wings                                          | Norm Peterson                       | Episodi: "The Story of Joe"                                                   |
| 1991      | Tales from the Crypt                           | Mr. Crosswhite                      | Episodi: "The Reluctant Vampire"                                              |
| 1992      | Roc                                            | Stan Mason                          | Episodi: "The Stan Who Came to Dinner"                                        |
| 1992      | The Edge                                       | Various                             | Episodi 1.16                                                                  |
| 1992      | Seinfeld                                       | Ell mateix                          | Episodi: "The Trip: Part 1"                                                   |
| 1993      | Bob                                            | Ell mateix                          | Episodi: "Da Game"                                                            |
| 1993      | The Building                                   | Cappucino Guy                       | Episodi: "The Waiting Game"                                                   |
| 1994      | The Larry Sanders Show                         | George Wendt                        | Episodi: "Hank's Night in the Sun"                                            |
| 1994      | Els Simpsons                                   | Norm Peterson (voice)               | Episodi: "Fear of Flying"                                                     |
| 1995      | The George Wendt Show                          | George Coleman                      | Paper principal                                                               |
| 1995      | Columbo                                        | Graham McVeigh                      | Episodi: "Strange Bedfellows"                                                 |
| 1995      | Shame II: The Secret                           | Mac                                 | Telefilm                                                                      |
| 1995      | Bye Bye Birdie                                 | Harry MacAfee                       | Telefilm                                                                      |
| 1996      | Spin City                                      | Dan Donaldson                       | Episodi: "The High and the Mighty"                                            |
| 1996      | Alien Avengers                                 | Charlie                             | Telefilm                                                                      |
| 1997      | Alien Avengers II                              | Charlie                             | Telefilm                                                                      |
| 1997      | The Naked Truth                                | Les Polansky                        | 3 episodis                                                                    |
| 1997      | The Price of Heaven                            | Sam                                 | Telefilm                                                                      |
| 1997      | Whose Line Is It Anyway?                       | Ell mateix                          | 3 episodis                                                                    |
| 1999      | Alice in Wonderland                            | Fred Tweedledee                     | Telefilm                                                                      |
| 2000      | The Pooch and the Pauper                       | Sheldon Sparks                      | Telefilm                                                                      |
| 2000      | Madigan Men                                    | Carl                                | 4 episodis                                                                    |
| 2000      | The List                                       | Presentador convidat                | 1 episodi                                                                     |
| 2001      | Strange Relations                              | Howard                              | Telefilm                                                                      |
| 2001      | Robertson's Greatest Hits                      | Tom Robertson                       | Telefilm                                                                      |
| 2001–2002 | Sabrina, the Teenage Witch                     | Mike Shelby                         | 6 episodis                                                                    |
| 2002      | Becker                                         | Frank                               | Episodi: "V-Day"                                                              |
| 2002      | Frasier                                        | Norm Peterson                       | Episodi: "Cheerful Goodbyes"                                                  |
| 2004      | House of Dreams                                | Presentador                         | Sèrie                                                                         |
| 2004      | Rock Me Baby                                   | Monty                               | Episodi: "Not-So-Grand Parents"                                               |
| 2004      | George Lopez                                   | Ed                                  | 2 episodis                                                                    |
| 2006      | Modern Men                                     | Tug Clarke                          | 6 episodis                                                                    |
| 2006      | Masters of Horror                              | Harold Thompson                     | Episodi: "Family"                                                             |
| 2006      | Santa Baby                                     | Santa Claus                         | Telefilm                                                                      |
| 2007      | Imperfect Union                                | Duke                                | Telefilm                                                                      |
| 2007      | Larry the Cable Guy's Christmas Spectacular    | Santa Claus                         | Telefilm                                                                      |
| 2007      | The Green Green Grass                          | Cliff Cooper                        | Episodi: "The Special Relationship"                                           |
| 2007–2009 | Family Guy                                     | Norm Peterson (veu)                 | 2 episodis                                                                    |
| 2008      | A Colbert Christmas: The Greatest Gift of All! | Santa Claus                         | Especial de TV                                                                |
| 2010      | Cubed                                          | George Wendt                        | Episodi 1.20                                                                  |
| 2010      | Less Than Kind                                 | Tiny                                | Episodi: "Road Trip"                                                          |
| 2010      | Ghost Whisperer                                | George the Plumber                  | Episodi: "The Children's Parade"                                              |
| 2011      | Hot in Cleveland                               | Yoder                               | Episodi: "Where's Elka?"                                                      |
| 2011      | Harry's Law                                    | Franklin Chickory                   | Episodi: "American Girl"                                                      |
| 2012      | The Seven Year Hitch                           | Mr. Henderson                       | Telefilm                                                                      |
| 2012      | Kickin' It                                     | Uncle Blake                         | Episodi: "Kickin' It On Our Own"                                              |
| 2012      | A Christmas Wedding Date                       | Mr. Destiny                         | Telefilm                                                                      |
| 2012      | Merry In-Laws                                  | Santa Claus                         | Telefilm                                                                      |
| 2013      | Portlandia                                     | George Heely                        | Episodi: "Off the Grid"                                                       |
| 2014      | Kirstie                                        | Duke                                | Episodi: "Thelma's Ex"                                                        |
| 2014      | Verdene and Gleneda                            | Uncle Beanie                        | Episodi: "A Town Called Peculiar"; web series                                 |
| 2014      | Franklin & Bash                                | Henry "Hank" Shae                   | Episodi: "Honor Thy Mother"                                                   |
| 2015      | Comedy Bang! Bang!                             | Himself                             | Episodi: "Jesse Tyler Ferguson Wears a Brown Checked Shirt and Stripey Socks" |
| 2015      | Clipped                                        | Buzzy                               | Paper principal                                                               |
| 2016      | Childrens Hospital                             | Governor Jasper Ruth                | Episodi: "By the Throat"                                                      |
| 2017      | Mommy, I Didn't Do It                          | J.D. Pierce                         | Telefilm                                                                      |
| 2017      | Bill Nye Saves the World                       | Hacked Support Group Member / Polio | 2 episodis                                                                    |
| 2018      | The Greatest American Hero                     | Bob Rice                            | Telefilm                                                                      |
| 2018      | Fresh Off the Boat                             | Harv                                | Episodi: "Workin' the 'Ween"                                                  |
| 2018–2022 | Fancy Nancy                                    | Grandpa Anderson (voice)            | 11 episodis                                                                   |
| 2019      | Eddie's                                        | The Captain                         | Telefilm                                                                      |
| 2019      | Your Pretty Face Is Going to Hell              | Famine                              | Episodi: "The Poor Horsemen of the Apocalypse"                                |
| 2019      | Peyton's Places                                | Bob Swerski                         | Episodi: "Da Bears"                                                           |
| 2019      | The Goldbergs                                  | Ned Frank                           | Episodi: "Food in a Geoffy"                                                   |
| 2019      | Christmas 9 to 5                               | Manny O'Quinn                       | Telefilm                                                                      |
| 2023      | The Masked Singer                              | Ell mateix/Moose                    | Temporada 9; darrera aparició                                                 |

### Teatre
| Any  | Títol                  | Rol                       | Lloc                           | Ref.   |
| ---- | ---------------------- | ------------------------- | ------------------------------ | ------ |
| 1998 | Art                    | Yvan (substitut)          | Teatre Royale, Broadway        | [ 45 ] |
| 2008 | Haispray               | Edna Turnblad (substitut) | Teatre Neil Simon, Broadway    | [ 46 ] |
| 2010 | Elf                    | Pare Noel                 | Teatre Al Hirschfeld, Broadway | [ 47 ] |
| 2013 | Breakfast at Tiffany's | Joe Bell                  | Teatre Cort, Broadway          | [ 48 ] |

### Vídeos musicals
| Any  | Títol                         | Paper               | Artista         | Notes                             |
| ---- | ----------------------------- | ------------------- | --------------- | --------------------------------- |
| 1984 | "Ghostbusters"                | Ell mateix          | Ray Parker Jr.  | Cameo sense acreditar             |
| 1991 | "Black or White"              | Pare                | Michael Jackson | Sense acreditar                   |
| 1993 | "Black Gold"                  | noi empenyent cotxe | Soul Asylum     |                                   |
| 1993 | Dangerous: The Short Films    | Pare                | Michael Jackson | Segment de vídeo "Black or White" |
| 1995 | Video Greatest Hits – HIStory | Pare                | Michael Jackson | Segment de vídeo "Black or White" |
| 2000 | "Responsabilitat"             | Cap                 | MxPx            | Sense crèdits                     |

## Premis i nominacions
| Organitzacions        | Any  | Categoria                                      | Treball | Resultat | Ref.   |
| --------------------- | ---- | ---------------------------------------------- | ------- | -------- | ------ |
| Premis Primetime Emmy | 1984 | Millor actor secundari en una sèrie de comèdia | Cheers  | Nominat  | [ 49 ] |
| Premis Primetime Emmy | 1985 | Millor actor secundari en una sèrie de comèdia | Cheers  | Nominat  | [ 50 ] |
| Premis Primetime Emmy | 1986 | Millor actor secundari en una sèrie de comèdia | Cheers  | Nominat  | [ 51 ] |
| Premis Primetime Emmy | 1987 | Millor actor secundari en una sèrie de comèdia | Cheers  | Nominat  | [ 52 ] |
| Premis Primetime Emmy | 1988 | Millor actor secundari en una sèrie de comèdia | Cheers  | Nominat  | [ 53 ] |
| Premis Primetime Emmy | 1989 | Millor actor secundari en una sèrie de comèdia | Cheers  | Nominat  | [ 54 ] |